# 艾莉森·特兰奎利
艾莉森·特兰奎利（英語：Allison Tranquilli，1972年8月12日—），旧姓库克（Cook），澳大利亚女子篮球运动员。她曾代表澳大利亚参加1996年和2004年夏季奥林匹克运动会篮球比赛，获得一枚银牌和一枚铜牌。